# Pietuchowszczyzna (przystanek kolejowy)
Pietuchowszczyzna (biał. Петухоўшчына, ros. Петуховщина) – przystanek kolejowy w pobliżu miejscowości Pietuchowszczyzna, w rejonie lachowickim, w obwodzie brzeskim, na Białorusi. Leży na linii Równe – Baranowicze – Wilno.